# Мнимости в геометрии
«Мнимости в геометрии» (полное название — «Мнимости в геометрии. Расширение области двухмерных образов геометрии») — книга русского философа  и священника   Павла Флоренского. Как и многие другие работы Флоренского, книга «Мнимости в геометрии» направлена на решение мировоззренческих проблем, имеет своей целью дать философское обоснование мироздания.

## История создания
Большая часть книги была написана Флоренским в 1902 году . Весной 1921 года Флоренский добавил обобщающий параграф и 10 октября того же года сделал доклад о работе на втором заседании Всероссийской Ассоциации Инженеров в Москве. Летом 1922 года им был написан завершающий параграф. В книге указано, что её завершающие главы — отклик на отпразднованный 14 сентября 1921 года 600-летний юбилей кончины Данте Алигьери.
Книга была издана в 1922 году издательством «Поморье» за счёт автора. В оформлении принимал участие известный график Владимир Фаворский. Флоренский написал особое «Пояснение к обложке», созданной Фаворским.

## Краткое содержание

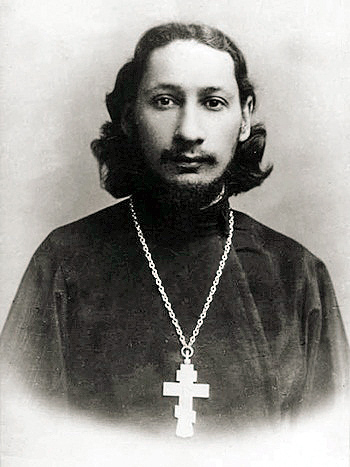
Павел Александрович Флоренский

Как поясняет сам автор, в книге делается попытка «истолковать мнимые величины» из первоначальных посылок  аналитической геометрии на плоскости, а затем это истолкование обобщается применимо к двумерным образам на кривых поверхностях. Он рассматривает всякую   плоскость как  имеющую  две стороны, «положительную» и «отрицательную», и отрицательная сторона есть область мнимых величин.
Флоренский пишет о том, что птолемееву картину мира следует понимать более широко — как картину мироздания, в котором центральное место занимает человек, и что теория относительности возвращает человеку это центральное место, как это было у Аристотеля, Птолемея и Данте в «Божественной комедии».
В девятом параграфе своей работы, завершающем книгу, Флоренский утверждает, что его математические выкладки могут быть применены при анализе мифопоэтического антично-средневекового пространства. Он утверждает, что можно построить непротиворечивую модель замкнутой Вселенной, чьё пространство имеет оборотной («мнимой») стороной мир идеальных сущностей Платона. Он высказывает мысль о том, что из принципов специальной теории относительности может следовать замкнутая ограниченная модель Вселенной, «Аристотеле-Птолемее-Дантова Вселенная». Выражаясь языком математики, дантово пространство Вселенной — это риманова замкнутая односторонняя гиперповерхность. При этом в такой Вселенной время тоже конечно и замкнуто в себе. За границами конечного мира находится Эмпирей. Конечное антично-средневековое пространство-время Флоренский противопоставляет бесконечному эвклидовому пространству и коперниковской возрожденческой системе мира.